# Nongshim
Nongshim (en hangul, 농심) es una empresa de alimentos surcoreana con sede en Seúl.

## Historia
La compañía fue fundada como Lotte Industrial Company en el 18 de septiembre de 1965 en Corea del Sur. Es renombrado como Nongshim en 6 de marzo de 1978. Sus productos se venden en todo el mundo.

## Productos
- Fideos instantáneos
- Aperitivos
- Bebidas y café
- Arroz instantáneo
- Comidas congeladas
- Marcas de ultramar